# Lernaea gonionoti
Lernaea gonionoti is een eenoogkreeftjessoort uit de familie van de Lernaeidae. De wetenschappelijke naam van de soort is voor het eerst geldig gepubliceerd in 1993 door Kularatne.